# Liste des chapelles des Landes
La liste des chapelles des Landes présente les chapelles de culte catholique situées sur le territoire des communes du département français de la Landes. Il est fait état des diverses protections dont elles peuvent bénéficier, et notamment les inscriptions et classements au titre des monuments historiques.
Toutes sont situées dans le diocèse d'Aire et Dax.

## Liste
| Chapelle | Commune                | Adresse                | Coordonnées                        | Notice         | Protection                                                                 | Date | Illustration                                                       |
| --- | ---------------------- | ---------------------- | ---------------------------------- | -------------- | -------------------------------------------------------------------------- | ---- | ------------------------------------------------------------------ |
| Chapelle de Bas-Mauco                                                                                            | Bas-Mauco              |                        | 43° 47′ 42″ nord, 0° 33′ 28″ ouest |                |                                                                            |      | Chapelle de Bas-Mauco                                              |
| Chapelle Notre-Dame-de-la-Course-Landaise                                                                        | Bascons                |                        | 43° 50′ 45″ nord, 0° 26′ 05″ ouest |                |                                                                            |      | Chapelle Notre-Dame-de-la-Course-Landaise                          |
| Chapelle Saint-Amand de Bascons                                                                                  | Bascons                |                        | 43° 49′ 14″ nord, 0° 25′ 12″ ouest |                |                                                                            |      | Chapelle Saint-Amand de Bascons                                    |
| Chapelle Sainte-Thérèse de Capbreton                                                                             | Capbreton              |                        | 43° 39′ 04″ nord, 1° 26′ 34″ ouest | « IA40000901 » |                                                                            |      | Chapelle Sainte-Thérèse de Capbreton                               |
| Chapelle des Dominicaines de Saint-Vincent                                                                       | Dax                    |                        | 43° 42′ 24″ nord, 1° 03′ 35″ ouest |                |                                                                            |      | Image manquante Téléverser                                         |
| Chapelle du collège Notre-Dame-du-Sacré-Cœur actuellement groupe scolaire Saint-Jacques-de-Compostelle de Moulié | Dax                    |                        | 43° 41′ 40″ nord, 1° 03′ 31″ ouest |                |                                                                            |      | Image manquante Téléverser                                         |
| Chapelle du grand séminaire Lazariste Notre-Dame du Pouy de Dax                                                  | Dax                    |                        | 43° 42′ 40″ nord, 1° 03′ 54″ ouest |                |                                                                            |      | Image manquante Téléverser                                         |
| Chapelle Saint-Martin du centre gériatrique du Lanot de Quartier Saubagnac-Piton                                 | Dax                    |                        | 43° 41′ 21″ nord, 1° 04′ 47″ ouest |                |                                                                            |      | Image manquante Téléverser                                         |
| Chapelle Nostra-Senora-de-la-Esperanza des arènes de Dax                                                         | Dax                    |                        | 43° 42′ 47″ nord, 1° 02′ 59″ ouest |                |                                                                            |      | Chapelle Nostra-Senora-de-la-Esperanza des arènes de Dax           |
| Chapelle Notre-Dame-des-Cyclistes                                                                                | Labastide-d'Armagnac   |                        | 43° 57′ 19″ nord, 0° 09′ 43″ ouest |                |                                                                            |      | Chapelle Notre-Dame-des-Cyclistes                                  |
| Chapelle Sainte-Thérèse de Labenne-Océan                                                                         | Labenne                |                        | 43° 36′ 23″ nord, 1° 27′ 57″ ouest | « IA40000946 » |                                                                            |      | Chapelle Sainte-Thérèse de Labenne-Océan                           |
| Chapelle Notre-Dame-du-Rugby                                                                                     | Larrivière-Saint-Savin |                        | 43° 45′ 50″ nord, 0° 25′ 09″ ouest |                |                                                                            |      | Chapelle Notre-Dame-du-Rugby                                       |
| Chapelle à la mer                                                                                                | Mimizan                |                        | 44° 12′ 55″ nord, 1° 17′ 40″ ouest |                |                                                                            |      | Chapelle à la mer                                                  |
| Chapelle Notre-Dame d'Agès                                                                                       | Monségur               |                        | 43° 38′ 26″ nord, 0° 33′ 18″ ouest |                |                                                                            |      | Chapelle Notre-Dame d'Agès                                         |
| Ancienne chapelle romane de Mont-de-Marsan                                                                       | Mont-de-Marsan         |                        | 43° 53′ 33″ nord, 0° 29′ 56″ ouest | « PA00083974 » | Inscrit MH                                                                 | 1942 | Ancienne chapelle romane de Mont-de-Marsan                         |
| Chapelle du Bon Pasteur de l’Hôpital Lesbazeilles                                                                | Mont-de-Marsan         |                        | 43° 53′ 25″ nord, 0° 29′ 57″ ouest |                |                                                                            |      | Chapelle du Bon Pasteur de l’Hôpital Lesbazeilles                  |
| Chapelle de l'hôpital Layné de Mont-de-Marsan                                                                    | Mont-de-Marsan         |                        | 43° 53′ 39″ nord, 0° 29′ 06″ ouest |                |                                                                            |      | Chapelle de l'hôpital Layné de Mont-de-Marsan                      |
| Chapelle du lycée Victor-Duruy de Mont-de-Marsan                                                                 | Mont-de-Marsan         |                        | 43° 53′ 46″ nord, 0° 30′ 01″ ouest |                |                                                                            |      | Chapelle du lycée Victor-Duruy de Mont-de-Marsan                   |
| Chapelle Notre-Dame du collège Jean Cassaigne de Saint-Jean d'Août                                               | Mont-de-Marsan         | n°1120 chemin de Thore | 43° 53′ 41″ nord, 0° 31′ 11″ ouest |                |                                                                            |      | Chapelle Notre-Dame du collège Jean Cassaigne de Saint-Jean d'Août |
| Chapelle Notre-Dame-de-l'Espace de Cité Hélène Boucher                                                           | Mont-de-Marsan         |                        | 43° 54′ 16″ nord, 0° 30′ 10″ ouest |                |                                                                            |      | Image manquante Téléverser                                         |
| Chapelle Sainte-Thérèse de Peyrouat                                                                              | Mont-de-Marsan         |                        | 43° 54′ 02″ nord, 0° 30′ 28″ ouest |                |                                                                            |      | Image manquante Téléverser                                         |
| Chapelle des arènes du Plumaçon                                                                                  | Mont-de-Marsan         |                        | à géolocaliser                     |                |                                                                            |      | Chapelle des arènes du Plumaçon                                    |
| Chapelle Saint-Vincent d'Arcet                                                                                   | Montaut                |                        | à géolocaliser                     |                |                                                                            |      | Chapelle Saint-Vincent d'Arcet                                     |
| Chapelle du Pouy de Montsoué                                                                                     | Montsoué               |                        | 43° 43′ 15″ nord, 0° 31′ 04″ ouest |                |                                                                            |      | Image manquante Téléverser                                         |
| Chapelle de Pesquit                                                                                              | Montsoué               |                        | 43° 44′ 13″ nord, 0° 30′ 04″ ouest |                |                                                                            |      | Image manquante Téléverser                                         |
| Chapelle de Jeanbalé                                                                                             | Montsoué               |                        | 43° 43′ 31″ nord, 0° 30′ 53″ ouest |                |                                                                            |      | Image manquante Téléverser                                         |
| Chapelle Saint-Jean-Baptiste de Peyre                                                                            | Peyre                  |                        | 43° 34′ 49″ nord, 0° 33′ 30″ ouest |                |                                                                            |      | Chapelle Saint-Jean-Baptiste de Peyre                              |
| Chapelle de Bénarrucq                                                                                            | Pouillon               |                        | 43° 37′ 13″ nord, 1° 01′ 09″ ouest |                |                                                                            |      | Image manquante Téléverser                                         |
| Chapelle Notre-Dame de Lugaut                                                                                    | Retjons                |                        | 44° 05′ 53″ nord, 0° 15′ 43″ ouest | « PA00084001 » | Classé MH Chœur (intérieur et extérieur) avec les fresques qui le décorent | 1964 | Chapelle Notre-Dame de Lugaut                                      |
| Chapelle Saint-Joseph de Roquefort                                                                               | Roquefort              |                        | 44° 02′ 03″ nord, 0° 19′ 24″ ouest |                | Inscrit MH                                                                 | 1995 | Chapelle Saint-Joseph de Roquefort                                 |
| Chapelle Sainte-Anne de Saint-Agnet                                                                              | Saint-Agnet            |                        | 43° 36′ 22″ nord, 0° 16′ 23″ ouest |                |                                                                            |      | Chapelle Sainte-Anne de Saint-Agnet                                |
| Chapelle Saint-Roch de Poyaller                                                                                  | Saint-Aubin            |                        | 43° 43′ 02″ nord, 0° 43′ 59″ ouest | « IA40001601 » |                                                                            |      | Chapelle Saint-Roch de Poyaller                                    |
| Chapelle de la Pince                                                                                             | Saint-Paul-lès-Dax     |                        | 43° 43′ 36″ nord, 1° 05′ 06″ ouest |                |                                                                            |      | Image manquante Téléverser                                         |
| Chapelle du couvent des Jacobins de Saint-Sever                                                                  | Saint-Sever            |                        | 43° 45′ 31″ nord, 0° 34′ 18″ ouest |                |                                                                            |      | Chapelle du couvent des Jacobins de Saint-Sever                    |
| Chapelle Saint-Jean de Péré                                                                                      | Saint-Sever            |                        | 43° 46′ 15″ nord, 0° 34′ 13″ ouest |                |                                                                            |      | Chapelle Saint-Jean de Péré                                        |
| Chapelle Saint-Michel d'Augreilh                                                                                 | Saint-Sever            |                        | 43° 45′ 09″ nord, 0° 36′ 17″ ouest |                |                                                                            |      | Chapelle Saint-Michel d'Augreilh                                   |
| Chapelle Notre-Dame de Buglose                                                                                   | Saint-Vincent-de-Paul  |                        | 43° 47′ 11″ nord, 0° 59′ 18″ ouest |                |                                                                            |      | Chapelle Notre-Dame de Buglose                                     |
| Chapelle Sainte-Rose de Marrein                                                                                  | Samadet                |                        | 43° 38′ 20″ nord, 0° 29′ 36″ ouest |                |                                                                            |      | Image manquante Téléverser                                         |
| Chapelle Notre-Dame-des-Dunes de Soorts-Hossegor                                                                 | Soorts-Hossegor        |                        | 43° 39′ 49″ nord, 1° 26′ 27″ ouest |                |                                                                            |      | Chapelle Notre-Dame-des-Dunes de Soorts-Hossegor                   |
| Chapelle des arènes de Soustons                                                                                  | Soustons               |                        | à géolocaliser                     |                |                                                                            |      | Chapelle des arènes de Soustons                                    |
| Chapelle de l'Océan                                                                                              | Tarnos                 |                        | 43° 32′ 31″ nord, 1° 29′ 11″ ouest | « IA40000475 » |                                                                            |      | Chapelle de l'Océan                                                |
| Chapelle de la Mission                                                                                           | Tarnos                 |                        | 43° 31′ 09″ nord, 1° 25′ 07″ ouest |                |                                                                            |      | Chapelle de la Mission                                             |
| Chapelle des Trois Fontaines d'Ychoux                                                                            | Ychoux                 |                        | 44° 18′ 55″ nord, 0° 55′ 52″ ouest |                |                                                                            |      | Chapelle des Trois Fontaines d'Ychoux                              |
| Chapelle Notre-Dame-d'Arosse                                                                                     | Ygos-Saint-Saturnin    |                        | 44° 00′ 08″ nord, 0° 43′ 50″ ouest | « IA40001400 » |                                                                            |      | Chapelle Notre-Dame-d'Arosse                                       |